# Le Beau XVIe Siècle

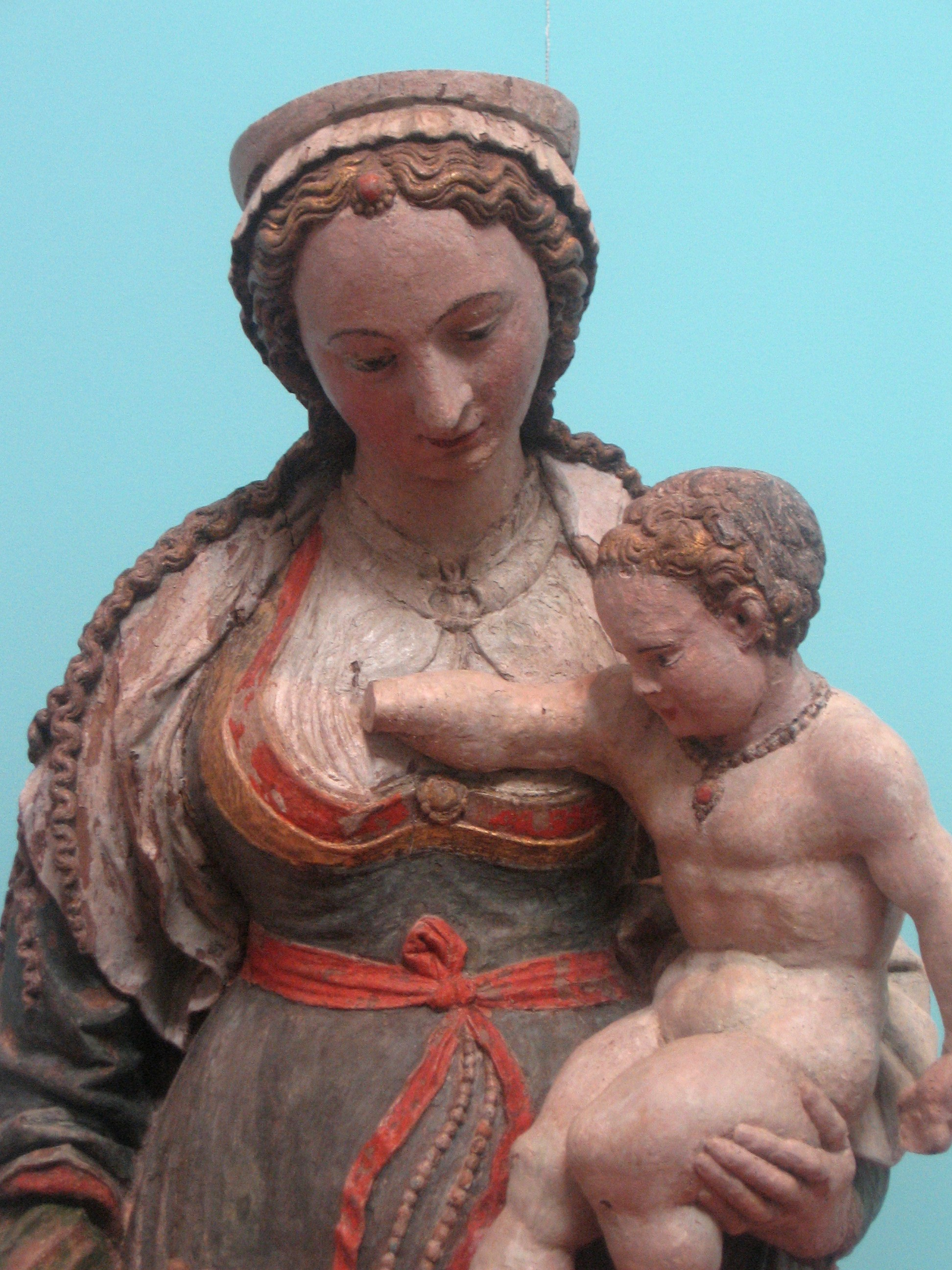
Vierge à l'enfant, vers 1530, statue symbole de l'exposition

Le Beau XVIe Siècle est une exposition d'art religieux qui s'est tenue du 18 avril au 25 octobre 2009 en l'église Saint-Jean-du-Marché de Troyes. Déclarée d'intérêt national 2009, l'exposition présente des sculptures religieuses des XVe et XVIe siècles issues des ateliers de sculpture champenois et venant de différentes églises de la région mais également de différents musées comme Le Louvre ou le Metropolitan Museum of Art.

## Organisation de l'exposition
L'exposition a été organisée dans le cadre du Contrat de plan État-Région avec une maîtrise d'ouvrage confiée au Conseil général de l'Aube. La présidente du comité scientifique de l'exposition est Geneviève Bresc-Bautier, chargée du département des Sculptures du musée du Louvre. À ses côtés, Marion Boudon-Machuel, Professeur d'histoire de l'art à l'Université François Rabelais de Tours et Maxence Hermant, Conservateur au département des manuscrits de la BNF ont contribué à renouveler le propos scientifique sur le sujet. La commissaire générale est Chrystelle Laurent-Rogowski, alors Conservateur des Antiquités et Objets d'art du département de l'Aube. Le diocèse était partenaire du projet. Financé à hauteur de 2 millions d'euros par le conseil général, la ville de Troyes, la région, l'État et l'Union européenne pour l'organisation et la restauration, l'exposition est mise en scène par Jérôme Habersetzer, muséographe ayant notamment travaillé à la scénographie de l'exposition Camille Claudel à Paris en 2008.

### Intérêt
Le principal but mis en avant par le conseil général est de présenter la sculpture champenoise et de porter cette connaissance à tous et cela d'autant plus que la dernière exposition des œuvres champenoises date de 1953. La recherche en matière de sculpture a depuis lors évolué et il a fallu appréhender ce fonds ancien avec les nouveaux outils de réflexion disponibles. « La sculpture champenoise, et plus particulièrement celle du foyer troyen, a atteint entre le XIVe et la fin du XVIe siècle un niveau exceptionnel, parmi les grands lieux de création de l'Europe. Elle a été fécondée par des courants artistiques multiples, portés par des artistes de premier plan, qui ont successivement introduit les modes de l'art flamand, de l'art de la vallée de la Loire, de l'art parisien, et finalement, de la Renaissance italienne. »

## Les œuvres
C'est un ensemble de 95 œuvres qui ont été exposées. 68 de celles-ci venaient de l'Aube, 16 provenaient de l'ancienne province de Champagne, 10 étaient des prêts de musées nationaux et 1 bas-relief venait du Metropolitan Museum de New York.

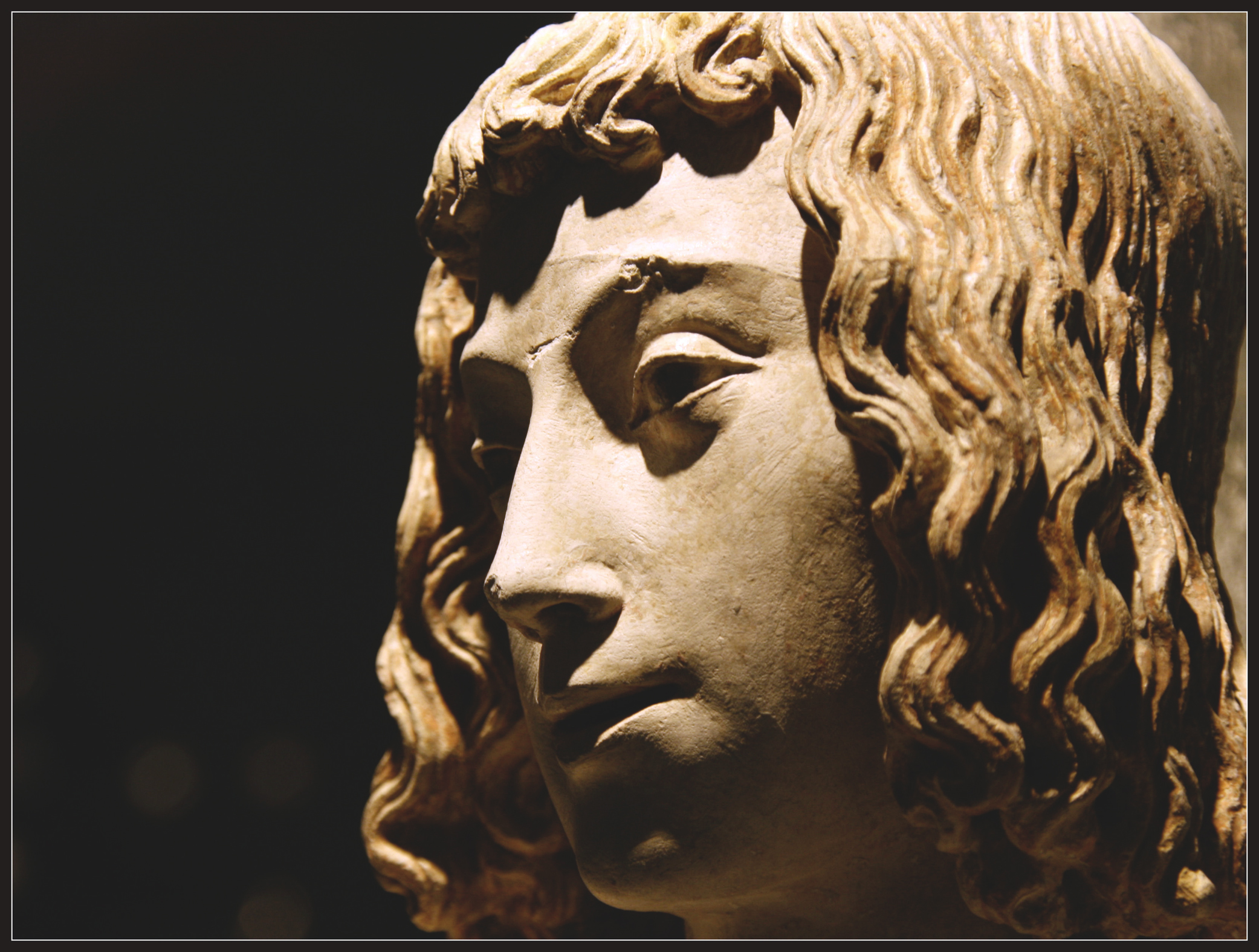
Saint Sébastien, Vallant-St-Georges (Aube), XVIe s.

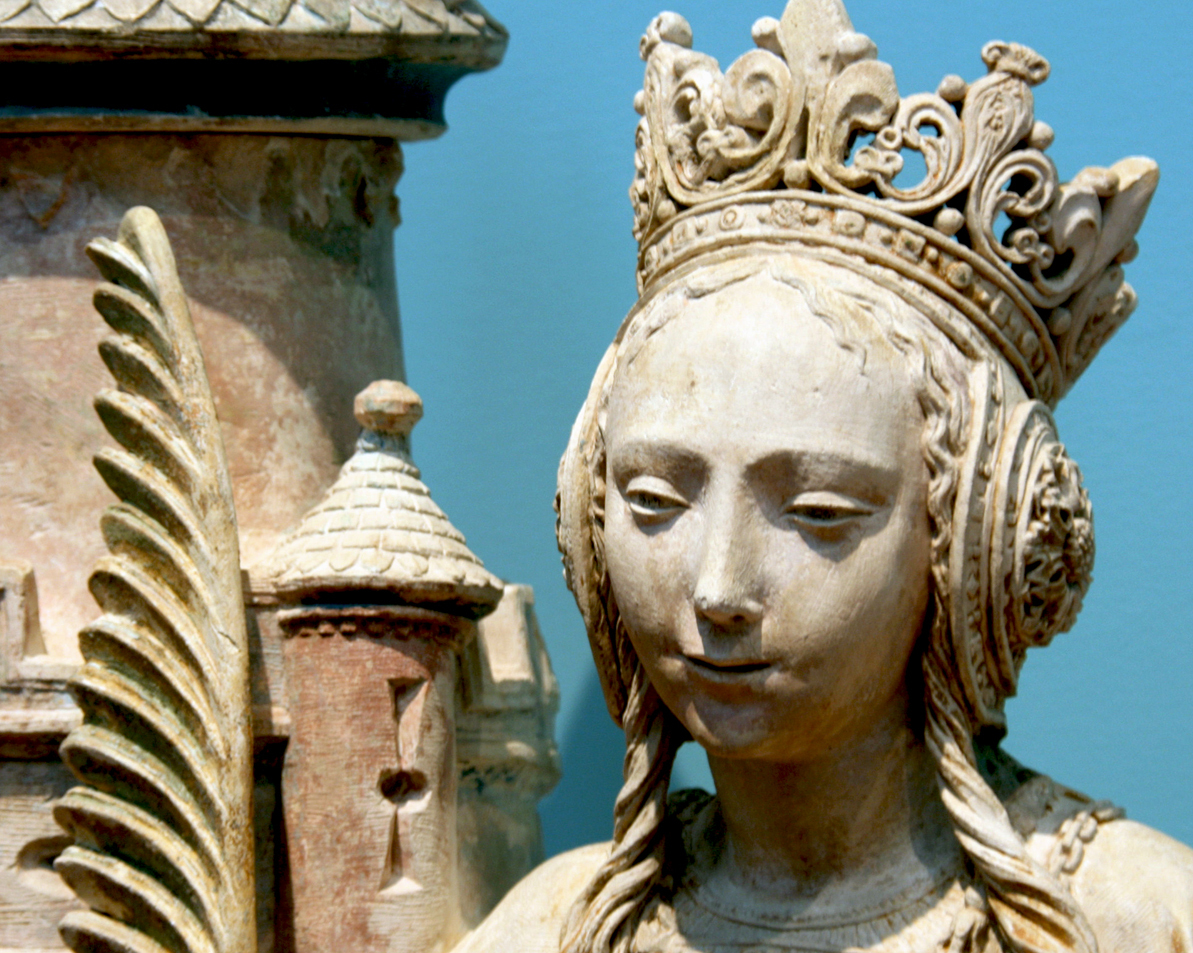
Sainte Barbe en calcaire polychrome, Villeloup v. 1520-1530
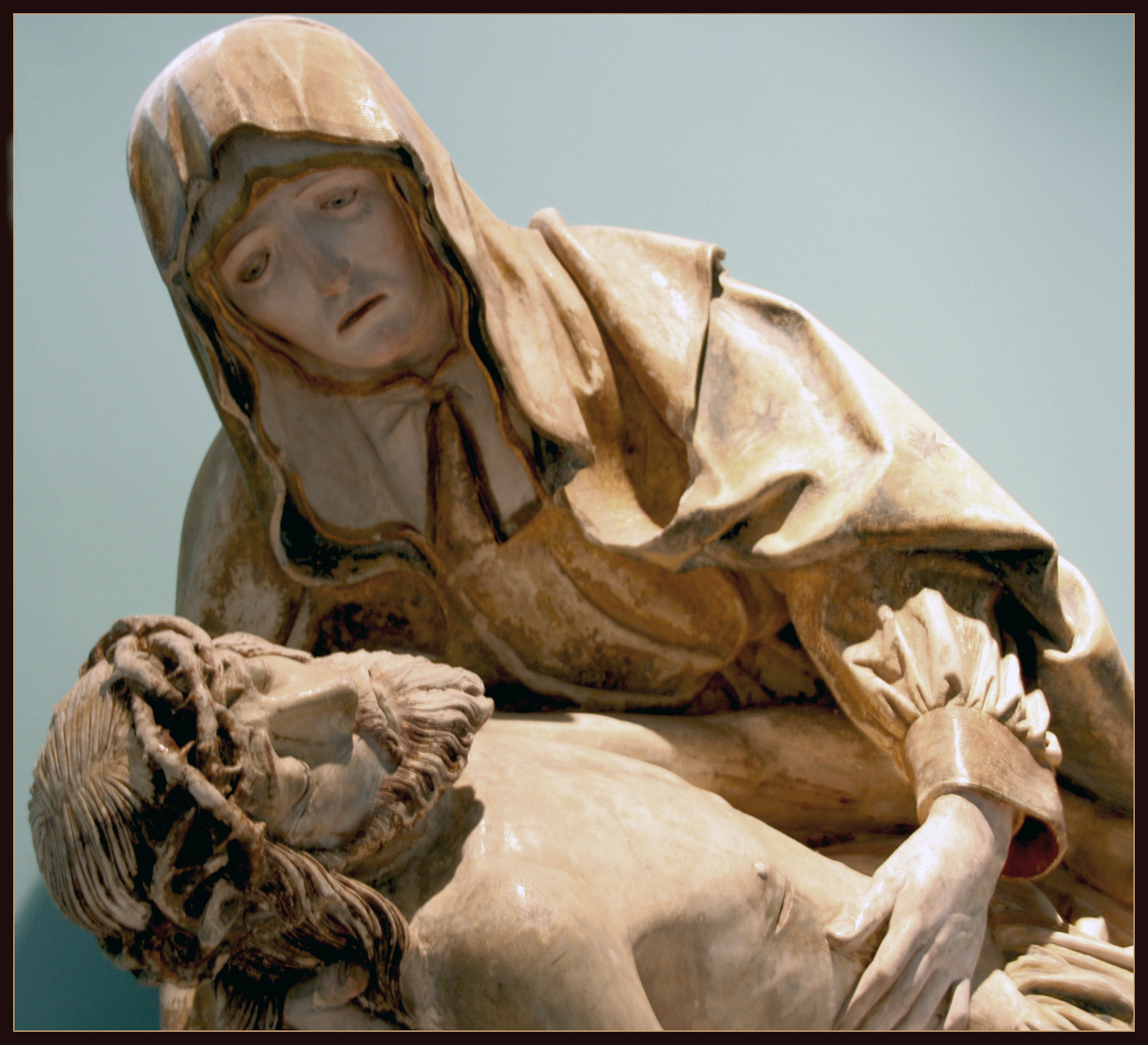
Pietà de Bayel (Aube), Maître de Chaource, v. 1515- 1525
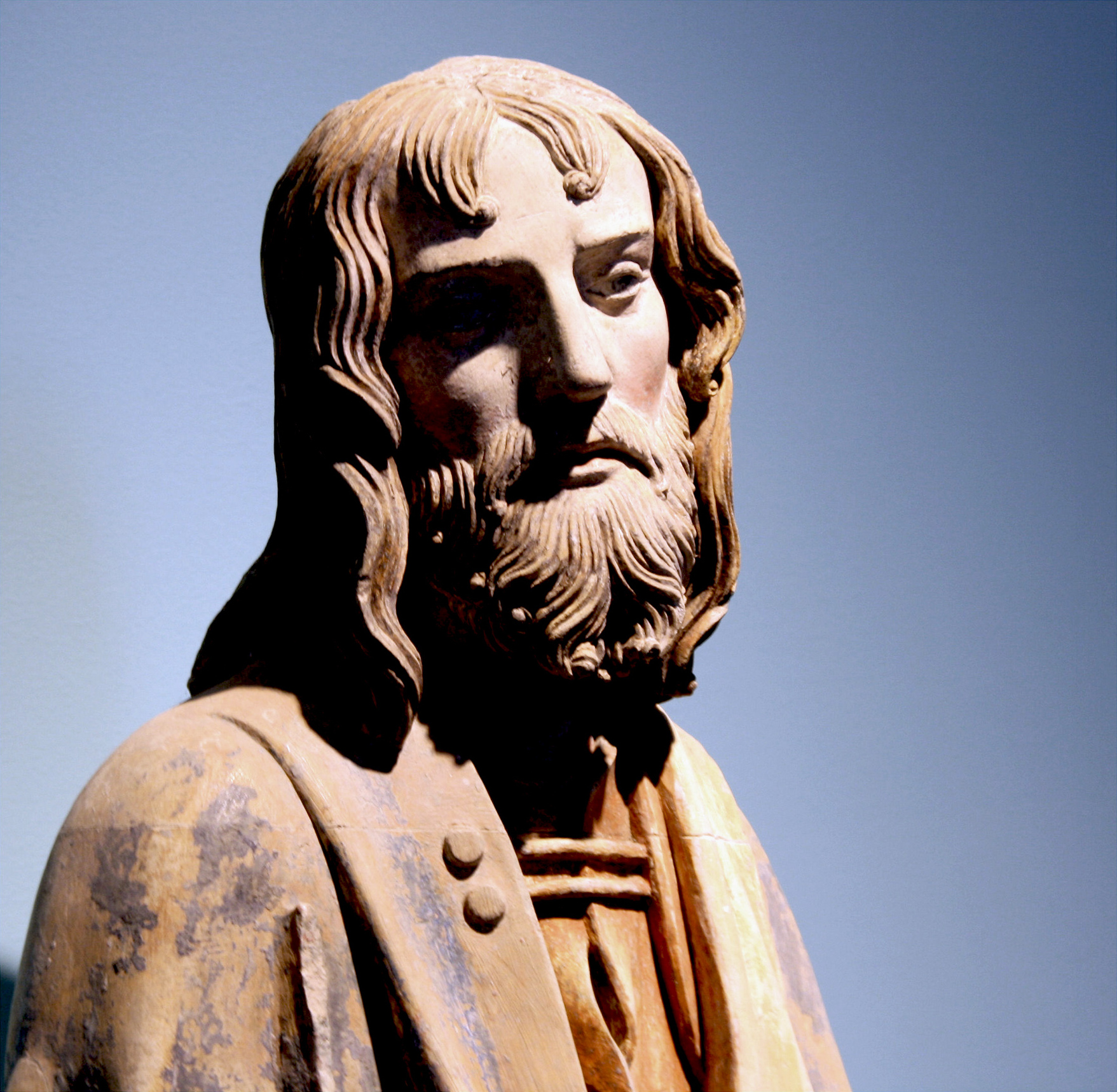
Saint Barthélémy, Maître de Chaource, Sourdun (Seine-et-Marne) début XVIe s.
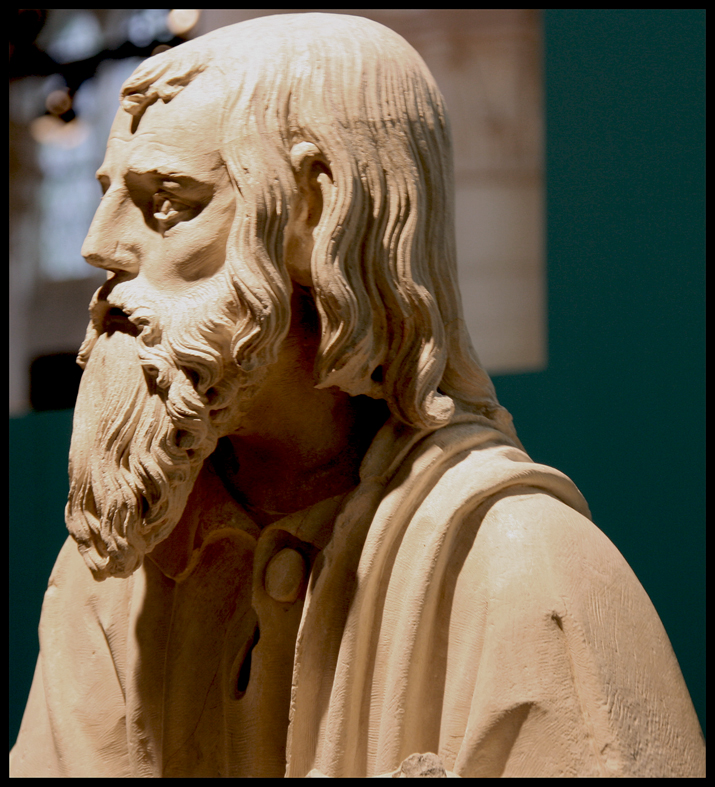
Saint Paul, atelier du Maître de Chaource, église de Saint-Pouange (Aube).

### Les différents ateliers
Différents ateliers conduits par de grands sculpteurs de l'époque sont à l'origine des œuvres qui ont été présentées.
- Jacques Bachot
- Dominique Florentin
- Jacques Juliot
- François Gentil
- Maître de Chaource
- Anonymes

## Restauration des œuvres
L'exposition ne se contente pas de présenter les œuvres au public. Un grand travail de restauration a été mis en place et c'est en tout près de 70 œuvres qui ont été restaurées. L'église Saint-Jean au Marché, le lieu de l'exposition, a également fait l'objet d'une campagne de restauration. Les œuvres ont été nettoyées afin de retrouver l'original et mettre la polychromie au jour. Cette restauration a coûté seize mois de travail et mobilisé pas moins de treize restaurateurs sous la direction de Frédéric Murienne, conservateur régional des Monuments historiques à la Direction Régionale des Affaires Culturelles de Champagne-Ardenne.

## Visites
71 026 personnes se sont rendues à l'exposition qui a produit un chiffre d'affaires de 332 000 €. L'exposition se classe juste derrière l'exposition Alfons Mucha déclarée elle aussi exposition d'intérêt national et organisée à Montpellier du 20 juin au 20 septembre 2009. L'exposition sur Mucha a rassemblé plus de 102 000 visiteurs.